# 波克鎮區 (印地安納州亨廷頓縣)
波爾克鎮區（英語：Polk Township）是位於美國印地安納州亨廷頓縣的一個行政鎮區。

## 地方資料
根據2010年美國人口普查的數據，波爾克鎮區的面積為62.40平方千米，當中陸地面積為58.90平方千米，而水域面積為6.50平方千米。當地共有人口449人，而人口密度為每平方千米7.2人。